# Хемницкий технический университет
Хемницкий технический университет или Технический университет Кемница (нем. Technische Universität Chemnitz) — высшее учебное заведение в Хемнице, Германия. Он был создан на основе ремесленной школы и в 1878 году переименован в «Технические государственные учебные заведения Хемниц». В 1986 году последовало переименование в нынешнее название. Университет — третий по величине университет в Саксонии.

## Цифры и факты
Бюджет университета составляет 138,9 млн € (2012 г.).
ТУК включает 8 факультетов. В техническом университете учатся более 10 000 студентов, из них более 1000 иностранных студентов из более чем 70 стран, в том числе из России.

## Организация

### Факультеты
- факультет естественных наук (нем. Fakultät für Naturwissenschaften)
- математический факультет (нем. Fakultät für Mathematik)
- факультет машиностроения (нем. Fakultät für Maschinenbau)
- факультет электротехники и информационной техники (нем. Fakultät für Elektrotechnik und Informationstechnik)
- факультет информатики (нем. Fakultät für Informatik)
- экономический факультет (нем. Fakultät für Wirtschaftswissenschaften)
- философский факультет (нем. Philosophische Fakultät)
- факультет гуманитарных и социальных наук (нем. Fakultät für Human- und Sozialwissenschaften)

## Знаменитые личности
- Адольф Фердинанд Вайнхольд (Adolf Ferdinand Weinhold), один из изобретателей термоса
- Дербенев, Павел Никанорович, крупный текстильный, нефтяной и угольный промышленник конца XIX — начала XX вв., в 1894—1905 гг. — городской голова Иваново-Вознесенска учился в Академии в 70-х годах XIX в.
- Юнгхендель, Георгий Романович, известный владивостокский архитектор.